# Nicolas Massias
Baron Nicolas Massias (ur. 2 kwietnia 1764 w Villeneuve-sur-Lot w departamencie Lot i Garonny we Francji - zm. 23 stycznia 1848 w Paryżu) – francuski urzędnik konsularny, dyplomata, filozof, literat, wojskowy.

## Życiorys
Urodził się rodzinie szlacheckiej. Od 1792, w stopniu kapitana był adiutantem generała Lannes, późniejszego marszałka cesarstwa. Uczył retoryki w Soissons i literatury pięknej w szkole wojskowej w Tournon-d’Agenais. W okresie Dyrektoriatu (1795-), po udziale w kampaniach 1796 i 1798 awansowany do stopnia pułkownika artylerii. W 1800 wstąpił do francuskiej służby zagranicznej, m.in. pełniąc obowiązki charge d'affaires w Karlsruhe (1800-1804), rezydenta/konsula generalnego w Gdańsku (1808-1810), i ponownie charge d'affaires w Karlsruhe (1830-).